# Světlá pod Ještědem
Světlá pod Ještědem település Csehországban, Libereci járásban. Světlá pod Ještědem Proseč pod Ještědem, Křižany, Kryštofovo Údolí, Osečná, Český Dub, Janův Důl és Liberec településekkel határos. Lakosainak száma 979 fő (2024. január 1.).

## Népesség
A település lakosságának változását az alábbi diagram mutatja:
| Lakosok száma | 1760 | 1828 | 1707 | 1094 | 778  | 790  | 942  | 950  | 958  | 979  |
|               | 1869 | 1890 | 1921 | 1950 | 1980 | 2001 | 2017 | 2019 | 2022 | 2024 |